# 中国産キムチ食品安全事件
中国産キムチ食品安全事件（ちゅうごくさんキムチしょくひんあんぜんじけん）とは、中国の某所にあるキムチ工場で上半身が裸の中年男性が白菜の塩漬け作業を行っている動画のこと。この動画がインターネット掲示板サイト微博などで話題となった。

## 詳細
とある中国のキムチ工場で上半身が裸の中年男性が白菜の塩漬け作業を行っていることや、屋外にある唐辛子の山の中には鼠が潜んでいた内容の動画などが大韓民国を中心に広がり問題視されてきた。
その後韓国では中国産キムチにもかかわらず韓国産キムチと産地偽装を行いながら販売していることがわかった。そのため一部のユーザーからは「中国裸キムチ」と呼んでいた。
一方、韓国では2021年4月の輸入量が減少。その結果、韓国は中国がキムチの文化を盗もうとしていると主張している。このため日本の一部のマスコミでは「キムチ論争」と取り上げている。

## その他

### 中国産キムチによる食中毒
韓国の食品医薬品安全処は2021年5月18日に食品検査を行ったところ中国産キムチの一部から食中毒菌を検出したことを発表した。

### 中国産キムチから寄生虫の卵検出
2005年に一部のメーカーや一部のショッピングサイトなどの数品目の中国産のキムチから寄生虫の卵が検出されたことを発表した。厚生労働省は当分の間、現行の検査体制を継続するとしている。

### 中国産キムチから鉛が検出
2005年に中国産キムチからから鉛の含有量が韓国産キムチよりも大幅に含まれていることが明らかになった。